# Air Europa Express
Air Europa Express (legalmente costituita come Aeronova, S.L.U. e precedentemente operante come Aeronova) è una compagnia aerea regionale spagnola. È una controllata di Globalia (che è anche la società madre di Air Europa).

## Storia
La compagnia aerea è stata fondata in Spagna nel 1996 come Aeronova e ha operato voli di linea e charter per conto di altre compagnie. Aeronova aveva anche una scuola che offriva addestramento di volo ai piloti sull'ATR 42 ed il Fairchild SA-227 Metro. Nel novembre 2015, Aeronova è stata acquistata da Air Europa per offrire voli regionali in tutta Europa per conto di quest'ultima. A tal fine, avrebbe dovuto ricevere undici Embraer 195 dalla società madre. La compagnia aerea ha iniziato le operazioni come Air Europa Express l'11 gennaio 2016 con due voli giornalieri tra Valencia e Madrid e un volo giornaliero tra Valencia e Palma di Maiorca. Il vettore aereo ha ricevuto i primi due Embraer 195 nel giugno 2016 e li ha operati da Madrid a Lisbona e Bruxelles mentre gli ATR 42 sono stati gradualmente eliminati nell'agosto 2016. Il 30 ottobre 2017, Air Europa Express ha iniziato le operazioni nel mercato dei voli dell'arcipelago delle Isole Canarie con una base stabilita all'aeroporto di Gran Canaria.

## Flotta

### Flotta attuale
A giugno 2023 la flotta Air Europa Express risulta composta dai seguenti aerei:

### Flotta storica
Nel corso degli anni Air Europa Express ha operato con i seguenti modelli di aeromobili: